# Mucharbij Kirżynow
Mucharbij Nurbijewicz Kirżynow (ros. Мухарби Нурбиевич Киржинов; ur. 1 stycznia 1949 w Koszechablu) – rosyjski sztangista reprezentujący Związek Socjalistycznych Republik Radzieckich, złoty medalista olimpijski, medalista mistrzostw świata oraz mistrzostw Europy w podnoszeniu ciężarów.

## Osiągnięcia

### Letnie igrzyska olimpijskie
- Monachium 1972 –  złoty medal (waga lekka)

### Mistrzostwa świata
- Lima 1971 –  brązowy medal (waga lekka)
- Meksyk 1972 –  złoty medal (waga lekka) – mistrzostwa rozegrano w ramach zawodów olimpijskich
- Hawana 1973 –  złoty medal (waga lekka)

### Mistrzostwa Europy
- Konstanca 1972 –  brązowy medal (waga lekka)
- Madryt 1973 –  złoty medal (waga lekka)
- Werona 1974 –  złoty medal (waga lekka)

### Mistrzostwa Związku Radzieckiego
- 1971 –  złoty medal (waga lekka)
- 1972 –  srebrny medal (waga lekka)
- 1973 –  złoty medal (waga lekka)
- 1974 –  złoty medal (waga lekka)
- 1975 –  złoty medal (waga lekka)

### Letnia Spartakiada Narodów ZSRR
- 1971 –  złoty medal (waga lekka)
- 1975 –  złoty medal (waga lekka)

### Puchar Związku Radzieckiego
- 1972 –  złoty medal (waga lekka)

### Rekordy świata
- Ryga 12.07.1972 – 176,5 kg w podrzucie (waga lekka)
- Monachium 30.08.1972 – 177,5 kg w podrzucie (waga lekka)
- Monachium 30.08.1972 – 455 kg w trójboju (waga lekka)
- Monachium 30.08.1972 – 460 kg w trójboju (waga lekka)
- 02.01.1973 – 312,5 kg w dwuboju